# Municipio de Tamarac
El municipio de Tamarac (en inglés: Tamarac Township) es un municipio ubicado en el condado de Marshall en el estado estadounidense de Minnesota. En el año 2010 tenía una población de 71 habitantes y una densidad poblacional de 0,78 personas por km².

## Geografía
El municipio de Tamarac se encuentra ubicado en las coordenadas 48°24′44″N 96°50′42″O / 48.41222, -96.84500. Según la Oficina del Censo de los Estados Unidos, el municipio tiene una superficie total de 91.37 km², de la cual 91,37 km² corresponden a tierra firme y (0 %) 0 km² es agua.

## Demografía
Según el censo de 2010, había 71 personas residiendo en el municipio de Tamarac. La densidad de población era de 0,78 hab./km². De los 71 habitantes, el municipio de Tamarac estaba compuesto por el 87,32 % blancos, el 11,27 % eran de otras razas y el 1,41 % eran de una mezcla de razas. Del total de la población el 11,27 % eran hispanos o latinos de cualquier raza.